# Trevor Steven
Trevor McGregor Steven (født 21. september 1963 i Berwick-upon-Tweed, England) er en tidligere engelsk fodboldspiller, der spillede som kantspiller. Han var på klubplan tilknyttet Burnley og Everton i hjemlandet, skotske Rangers F.C. samt Olympique Marseille i Frankrig. Med både Everton, Rangers og Marseille var han med til at vinde nationale mesterskaber, og vandt med Everton også Pokalvindernes Europa Cup i 1985.
Steven blev desuden noteret for 36 og fire scoringer for Englands landshold, som han spillede for mellem 1985 og 1992. Han repræsenterede sit land ved VM i 1986, EM i 1988, VM i fodbold 1990 og EM i 1992.

## Titler
First Division
- 1985 og 1987 med Everton F.C.

FA Cup
- 1984med Everton F.C.

Charity Shield
- 1984, 1985, 1986 og 1987 med Everton F.C.

Pokalvindernes Europa Cup
- 1985 med Everton F.C.

Skotsk Premier League
- 1989, 1990, 1991, 1993, 1994, 1995 og 1996 med Rangers F.C.

Skotsk FA Cup
- 1993 og 1996 med Rangers F.C.

Skotsk Liga Cup
- 1989, 1991, 1993 og 1994 med Rangers F.C.

Ligue 1
- 1992 med Olympique Marseille